# Marzena Orczyk-Wiczkowska

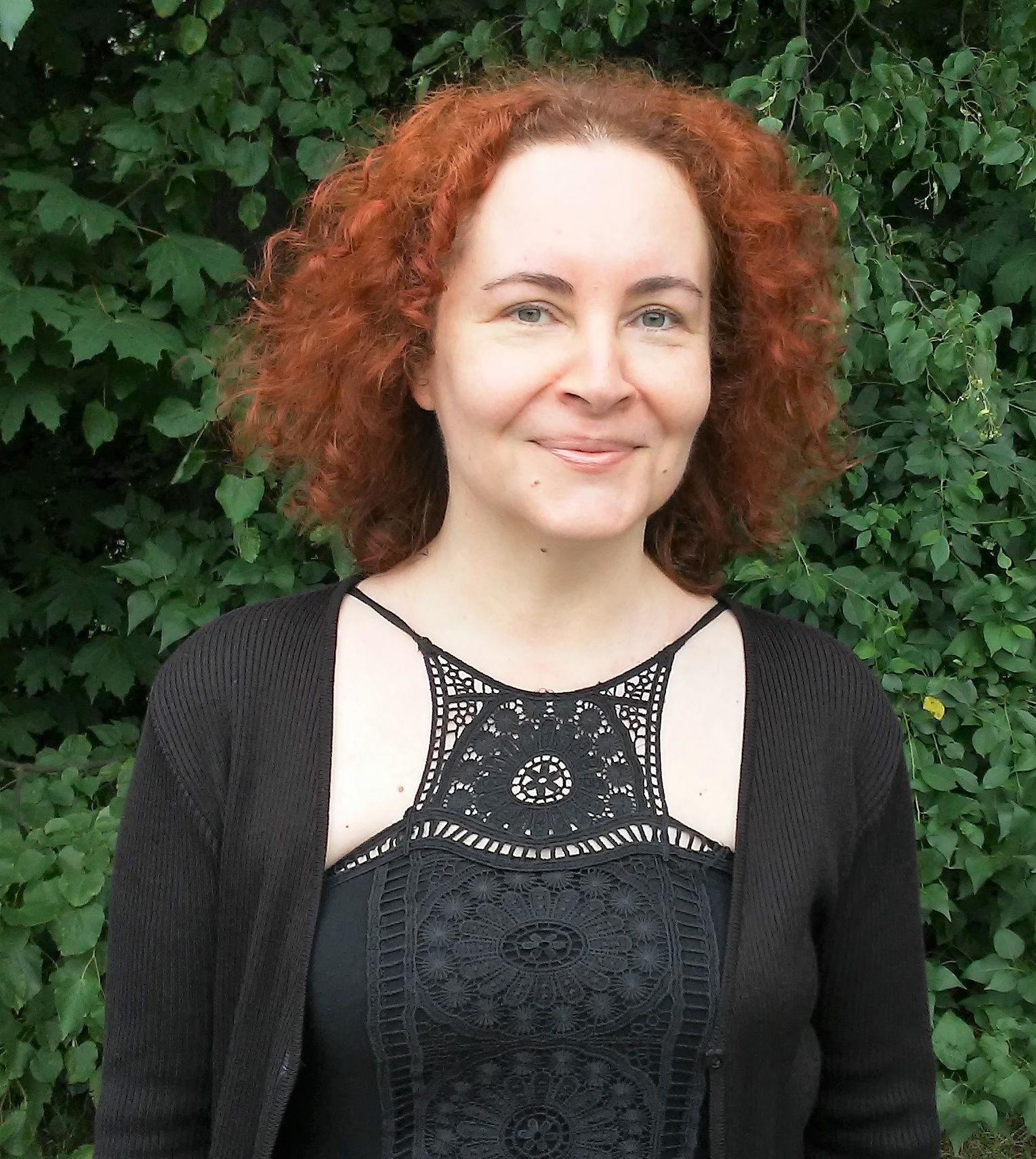
Marzena Orczyk-Wiczkowska (2023)

Marzena Orczyk-Wiczkowska (ur. 1970) – polska poetka i pisarka.
Pisarka i poetka, absolwentka Uniwersytetu Śląskiego, z zawodu psycholog. Mieszka i pracuje w Dąbrowie Górniczej.

## Działania i publikacje
Publikowała w prasie literackiej i kulturalnej, między innymi w „Śląsku”, „Toposie”, „Frazie”, „Migotaniach”, „Arkadii”, „Arteriach”, „ArtPapierze”, „Nowym Zagłębiu”, „sZAF-ie”, „Babińcu Literackim”.
Współzałożycielka Dąbrowskiej Brygady Poetyckiej, pomysłodawczyni oraz współorganizatorka imprez kulturalnych „Poligon Poetów” i „Manewry Poetyckie”, które w latach 2012–2015 odbywały się na terenie Zagłębia Dąbrowskiego.

## Nagrody i wyróżnienia
Nagrodzona Poetycką Nagrodą imienia Rilkego (2011). Laureatka wielu innych ogólnopolskich konkursów literackich i poetyckich, między innymi imienia Wojaczka, Baczyńskiego, Grochowiaka, Ratonia, Kajki, Hłaski, Snopkiewicz czy Babaryki. Nominowana do nagrody głównej w konkursie imienia Bierezina (2006). Wielokrotna uczestniczka festiwalu Port Poetycki (w 2014 jako gość główny).

## Twórczość

### Poezja
- Grypsy z Panoptikonu (MaMiKo, 2010)[1]
- adult canal (Stowarzyszenie Żywych Poetów, 2019)[2]
- Ranne pieśni (Kwadratura, 2020)[3]
- abisal (Biblioteka Śląska, 2022)[4]
- Miłość i inne święta (Miejska Biblioteka Publiczna w Dąbrowie Górniczej, 2024)[5]

### Proza
- Klatka (opowiadania; e-bookowo, 2017)[6]
- Ostatni cud (powieść; Lira, 2020)[7]
- Basiula (powieść; Szara Godzina, 2023)[8]
- Wybór Renaty (powieść; Szara Godzina, 2024)[9]